# Mojang Studios
Mojang Studios (também chamada de Mojang Stockholm) é uma subsidiária da Xbox Game Studios, sediada em Estocolmo, Suécia, conhecida principalmente pela criação e desenvolvimento de Minecraft. Foi fundada por Markus Persson, Jakob Porser e Carl Manneh em 2009. Em 15 de Setembro de 2014, a Mojang foi comprada por US$ 2,5 bilhões pela Microsoft, e hoje faz parte da Xbox Game Studios Europe.

## Jogos Desenvolvidos
| Ano  | Titulo             | Genero(s)                     | Plataforma (s) | Notas                                     |
| ---- | ------------------ | ----------------------------- | --- | ----------------------------------------- |
| 2011 | Minecraft          | Sandbox, survival             | Android, Fire OS, iOS, Linux, macOS,Raspberry Pi, tvOS, Microsoft Windows, Windows Phone, PS3, PS4, PS5, Xbox 360, Xbox One, Xbox Series X/S |                                           |
| 2014 | Caller's Bane      | Digital collectable card game | Android, macOS, Windows | Originalmente intitulado Scrolls          |
| 2016 | Crown and Council  | Estratégia                    | Linux, macOS, Windows |                                           |
| 2019 | Minecraft Earth    | Realidade Aumentada, Aventura | IOS, ANDROID |                                           |
| 2020 | Minecraft Dungeons | Dungeon crawler               | Nintendo Switch, PlayStation 4, Windows, Xbox One                                                                                            | Co-desenvolvido com Double Eleven         |
| 2023 | Minecraft Legends  | Ação, estratégia              | Nintendo Switch, PlayStation 4, PlayStation 5, Windows, Xbox One, Xbox Series X/S                                                            | Co-desenvolvido com Blackbird Interactive |

Mojang fez parceria com a Humble Bundle em 2012 para lançar Mojam, um evento game jam para arrecadar dinheiro para caridade, como parte do qual Mojang desenvolveu o minijogo shoot 'em up Catacomb Snatch. 81.575 bundles incluindo o jogo foram vendidos, arrecadando . No ano seguinte, Mojang desenvolveu três minijogos para Mojam 2. O estúdio também participou do game jam Games Against Ebola do Humble Bundle em 2014 com mais três minijogos.
| Ano  | Titulo                  | Evento              |
| ---- | ----------------------- | ------------------- |
| 2012 | Catacomb Snatch         | Mojam               |
| 2013 | Nuclear Pizza War       | Mojam 2             |
| 2013 | Endless Nuclear Kittens | Mojam 2             |
| 2013 | Battle Frogs            | Mojam 2             |
| 2014 | Docktor                 | Games Against Ebola |
| 2014 | Healthcore Evolved      | Games Against Ebola |
| 2014 | Snake Oil Stanley       | Games Against Ebola |

### jogos inéditos
Em 2011, Persson e Kaplan imaginaram um híbrido de Minecraft e Lego tijolos e concordaram com o Grupo Lego para desenvolver o jogo como Brickcraft, codinome Rex Kwon Do (em referência ao filme Napoleon Dynami). O jogo também foi descrito como um atirador em primeira pessoa. Mojang contratou dois novos programadores para trabalhar no jogo, enquanto um protótipo era criado por Persson. No entanto, Mojang cancelou o projeto após seis meses. Ao anunciar o cancelamento em julho de 2012, Persson afirmou que a mudança foi realizada para que a Mojang pudesse se concentrar nos jogos de sua propriedade integral.. Daniel Mathiasen, um funcionário do Lego Group na época, mais tarde culpou o cancelamento por uma série de obstáculos legais que o Lego Group implementou para proteger a imagem familiar do produto. Kaplan lamentou que  O Lego Group também considerou adquirir a Mojang neste ponto, mas depois decidiu não fazê-lo, pois não previu que o Minecraft se tornaria tão popular quanto seria em um ponto.
Em março de 2012, Persson revelou que estaria projetando uma caixa de areia simulador de combate e negociação espacial como Elite. Intitulado 0x10c, seria ambientado no ano 281.474.976.712.644 DC em um universo paralelo O projeto foi arquivado em agosto de 2013, com Persson alegando falta de interesse e um bloqueio criativo Minecraft Earth foi disponibilizado como um jogo de acesso antecipado em novembro de 2019 para Android e iOS. Em janeiro de 2021, foi anunciado que o jogo seria retirado de venda em junho daquele ano, com todos os dados do jogador excluídos em julho. Mojang Studios citou a pandemia da COVID-19 em curso como principal causa do fechamento do jogo.

## Divisões da Mojang

### Mojang Stockholm
Mojang Stockholm é a empresa original criada por Markus Persson, criadora do jogo Minecraft, lançado em 2009, os principais desenvolvedores de Cobalt e Minecraft Dungeons. Eles já contam com uma equipe por volta de 250 funcionários, e é a empresa que foi adquirida originalmente pela Xbox Game Studios em 2014.

### Mojang Redmond
Subsidiária que faz parte da rede de empresas da Mojang Studios, a Mojang Redmond foi formada em 2015 para trabalhar em um título AR (Realidade Aumentada), e com isso, passaram o maior tempo dedicado do estúdio para criação do conhecido Minecraft Earth.

### Mojang Shanghai
Essa subsidiária foi anunciada oficialmente em 2018 como parte de uma nova abertura da cadeia de estúdios da Mojang, e trabalham com a Mojang Stockholm no mais recente lançamento da empresa, o Minecraft Dungeons.

### Mojang London
Tirando a Mojang original em Estocolmo, na Suécia, a Mojang London é a subsidiária mais velha da empresa, que opera desde 2011, e trabalha principalmente para criar novos conteúdos, atualizações, e suporte ao Minecraft original, lançado em 2009, e contam com 50 funcionários pra isso.

### Mojang Tokyo
Fundada junto da Mojang Shanghai em 2018, a Mojang Tokyo foi criada com o papel de dar início de desenvolvimento da mais nova IP da Mojang Studios para o Xbox Series X. A empresa opera em desenvolvimento junto de um novíssimo time da Mojang Stockholm formado por ex-desenvolvedores e diretores da DICE, os criadores da franquia Battlefield, Star Wars: Battlefront e de Mirror's Edge.